# 1990年土瓜灣道唯一大廈簷蓬倒塌意外

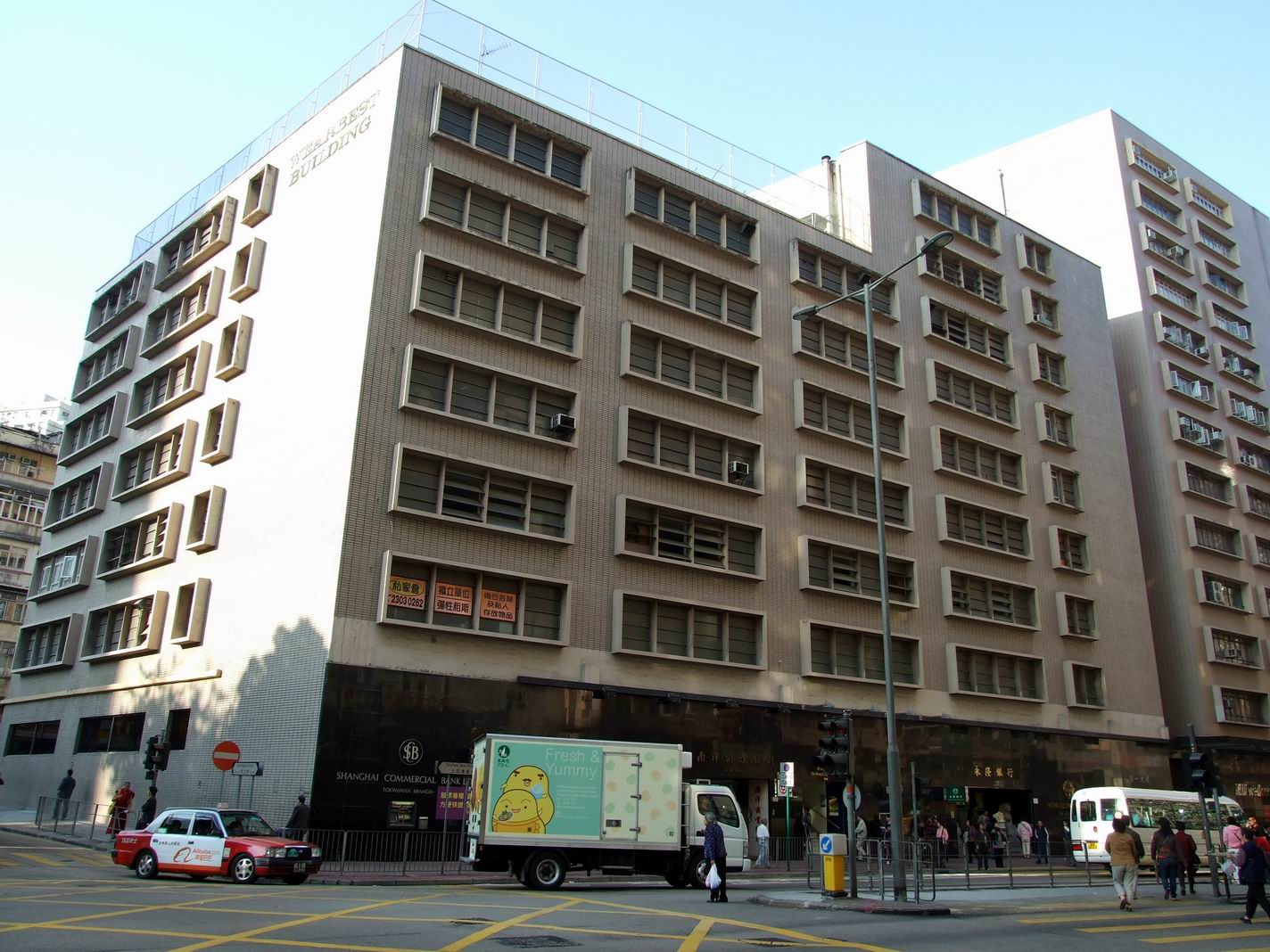
唯一大廈，簷篷倒塌位置為圖中第一層窗戶與地面商舖之間的外牆塗白處

土瓜灣道唯一大廈簷篷倒塌意外是一件發生於1990年10月26日的香港意外事故。事件中，香港九龍土瓜灣土瓜灣道66號唯一大廈外牆的一幅25米長、3米闊、3分米厚的非法建築簷篷倒塌，造成13名路人慘遭幾十噸重的巨型混凝土活埋。

## 背景
唯一大廈（Wearbest Building）是位於香港九龍土瓜灣土瓜灣道66號的一幢工業大廈，樓高13層，於1973年建成。卓悅控股在2014年4月收購整座物業作自用以及投資用途。現時地下設有惠康超級市場。

## 簷篷坍塌
1990年10月26日下午6時30分左右，香港九龍土瓜灣土瓜灣道66號唯一大廈外牆的一幅25米長、3米闊、3分米厚的非法建築簷篷倒塌，由於正值重陽節黃昏繁忙時間，倒塌範圍下是主要行人過路處，以及香港賽馬會投注站入口，另外亦包括當時已關門的上海商業銀行，南洋商業銀行及永隆銀行入口，由於當晚是賽馬日，多名途人走避不及，導致4男2女合共6人死亡，其餘7人受傷。

## 經過
1990年10月26日，下午6時30分左右，香港九龍土瓜灣土瓜灣道66號唯一大廈外牆的一幅25米長、3米闊、3分米厚的非法建築簷篷倒塌。於正值重陽節假期下午繁忙時間，倒塌範圍下是主要行人過路處，以及香港賽馬會投注站入口，另外亦包括當時已關門的上海商業銀行，南洋商業銀行及永隆銀行入口，多名途人走避不及，13名途人慘遭幾十噸重的巨型混凝土活埋。
附近的街坊及途人很多上前協助救人，而消防員亦很快趕至，首先將輕傷者救出，由多輛救護車送往伊利沙伯醫院搶救，由於大塊的混凝土瓦礫重達50噸，十多名消防員亦無法抬起，要動用吊臂車與重型機械到場拯救，動用近約一小時才能夠搬開混凝土瓦礫，將其他傷者救出送院搶救，但抬出時經已經血肉模糊，一名女死者的左脚被壓成肉醬，無法尋回。搜索工作在晚上7時30分完成，證實無人被困。 其中三男一女送院後證實不治，而一名左脚被軋斷的女子送院1小時後告不治，深夜再有一名男子傷重不治，最終導致4男2女合共6人死亡，其餘7人受傷。
據街坊表示，簷篷倒塌時多名途人慌忙逃入KK超級市場避禍，但超級市場經理拒讓途人進入，更下令員工落閘，因而受到街坊指責。該處行人路平日在該段時間熙來攘往，並且有很多小販在擺賣，當日是重陽節假期行人本來較少，但適逢賽馬日，事發時仍有數十人經過，而投注站門口亦有兩名老婦擺檔為人填寫投注表格。
多個有關部門人員事後趕到現場，包括建築物條例執行處、警方人員，初步檢驗認為樓宇結構並無危險，後來經屋宇署調查後，證實簷篷屬於非法僭建，9名死傷者家屬向大廈業主、管理公司和建築師索償，經過7年訴訟，雙方獲達成庭外和解，賠償金額合共1700萬港元。

## 外部連結
- 21年前土瓜灣塌簷13死傷[]
- 唯一工廈慘劇六死七傷. 東方日報. 2011-06-10.（页面存档备份，存于）
- 香港全貌 - 僭建倒塌意外頻生. 1991年香港年鑑. 第109頁.
- 土瓜灣廠廈廿米石屎簷篷坍塌 十餘人慘被活埋共釀六死七傷. 華僑日報. 1990-10-27.
- 長廿五米重數百噸石屎薝篷全無支撐物整幅塌下過程僅三秒. 大公報. 1990-10-27.